# Моул-Лейк (Вісконсин)
Моул-Лейк (англ. Mole Lake) — переписна місцевість (CDP) в США, в окрузі Форест штату Вісконсин. Населення — 535 осіб (2020).

## Географія
Моул-Лейк розташований за координатами 45°29′9″ пн. ш. 88°58′43″ зх. д. / 45.48583° пн. ш. 88.97861° зх. д. (45.485961, -88.978528).  За даними Бюро перепису населення США в 2010 році переписна місцевість мала площу 10,77 км², з яких 9,58 км² — суходіл та 1,20 км² — водойми.

## Демографія
Згідно з переписом 2010 року, у переписній місцевості мешкало 435 осіб у 164 домогосподарствах у складі 102 родин. Густота населення становила 40 осіб/км².  Було 223 помешкання (21/км²).
Расовий склад населення:
| - 81,4 % — корінних американців - 14,9 % — білих - 0,2 % — чорних або афроамериканців |

До двох чи більше рас належало 2,8 %. Частка іспаномовних становила 1,6 % від усіх жителів.
За віковим діапазоном населення розподілялося таким чином: 30,3 % — особи молодші 18 років, 61,9 % — особи у віці 18—64 років, 7,8 % — особи у віці 65 років та старші. Медіана віку мешканця становила 32,3 року. На 100 осіб жіночої статі у переписній місцевості припадало 109,1 чоловіків;  на 100 жінок у віці від 18 років та старших — 95,5 чоловіків також старших 18 років.
Середній дохід на одне домашнє господарство  становив 27 727 доларів США (медіана — 22 292), а середній дохід на одну сім'ю — 29 326 доларів (медіана — 26 094). Медіана доходів становила 21 964 долари для чоловіків та 21 696 доларів для жінок. За межею бідності перебувало 47,7 % осіб, у тому числі 68,1 % дітей у віці до 18 років та 31,0 % осіб у віці 65 років та старших.
Цивільне працевлаштоване населення становило 204 особи. Основні галузі зайнятості: мистецтво, розваги та відпочинок — 43,6 %, публічна адміністрація — 21,6 %, роздрібна торгівля — 11,8 %, освіта, охорона здоров'я та соціальна допомога — 8,8 %.